# Малый Исток (Вологодская область)
Малый Исток — деревня в Череповецком районе Вологодской области.
Входит в состав Судского сельского поселения, с точки зрения административно-территориального деления — в Судский сельсовет.
Расстояние по автодороге до районного центра Череповца — 47,9 км, до центра муниципального образования Суды — 5 км. Ближайшие населённые пункты — Большой Исток, Малое Ново, Большое Ново.
По переписи 2002 года население — 5 человек.